# Arteriosclerosis
La arteriosclerosis (del gr. ἀρτηρία 'tubo' y σκλήρωσις 'endurecimiento patológico') es un término general utilizado en medicina humana y veterinaria, que se refiere a un endurecimiento de arterias de mediano y gran calibre. La arteriosclerosis por lo general causa estrechamiento (estenosis) de las arterias que puede progresar hasta la oclusión del vaso impidiendo el flujo de la sangre por la arteria así afectada.

## Terminología

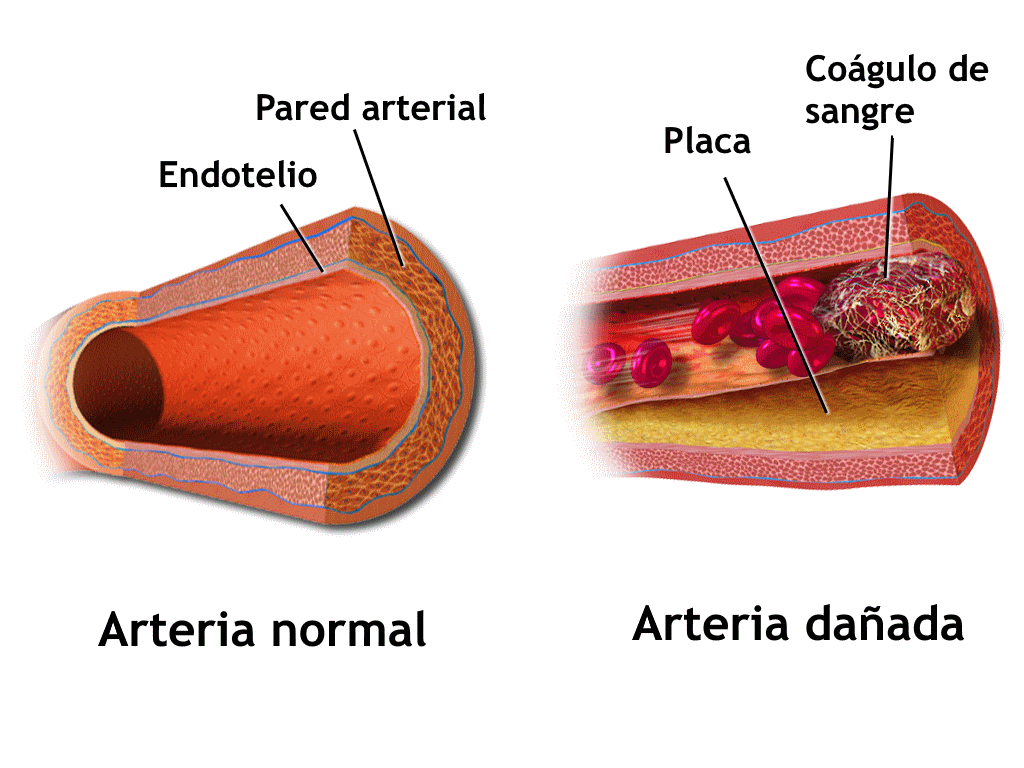
Arteria normal y arteria dañada

Los términos arteriosclerosis y aterosclerosis se parecen, tanto en su forma como en su significado, pero son, sin duda, diferentes. La arteriosclerosis es un término generalizado para cualquier endurecimiento con pérdida de la elasticidad de las arterias; la palabra viene del griego ἀρτηρία «tubo» y σκλήρωσις «cicatriz, rigidez». La arteriolosclerosis se usa para referirse al endurecimiento de las arteriolas o arterias de pequeño calibre. La aterosclerosis, en cambio, es una induración causada específicamente por placas de ateromas.
El término fue introducido en 1833 por el patólogo franco-alemán Jean Lobstein (1777– 1835) en una obra en cuatro volúmenes inconclusa titulada Traité d'Anatomie pathologique, volumen II, en una sección sobre la enfermedad arterial.

## Factores de riesgo
Los factores de riesgo más comunes son los siguientes: edad, tabaquismo, hipertensión (tanto los valores sistólicos como los diastólicos influyen a la elevación del riesgo), hiperglucemia, y dislipemias, como la hipercolesterolemia. Se consideraba que con una mayor edad, el límite alto de lo normal en la presión arterial aumentaba, debido a la pérdida de elasticidad de los vasos. Hoy se tiende a considerar anormal toda presión arterial sistólica de 140 mmHg o más, o presión arterial diastólica de 90 mmHg o más (primer grado), pero hay polémica sobre si los límites para empezar a intervenir deberían ser más bajos. 
El consumo de cigarrillos, tóxico además por otros mecanismos, aumentaría la presión debido a la afección de la microvasculatura generalizada, añadido y peor, a la dislipemia, las alteraciones del metabolismo hidrocarbonado, la predisposición familiar a la arteriosclerosis, la obesidad (IMC igual o superior a 30 kg/m², sobre todo la obesidad central, perímetro abdominal de más de 101 cm en los hombres, más de 89 cm en las mujeres); se suele considerar como marcador de riesgo cardiovascular el aumento de homocisteína en plasma, factores relacionados con la hemostasia y trombosis, y por supuesto los antecedentes familiares.
Son posibles indicadores de riesgo los niveles elevados de la proteína C reactiva (PCR -CRP en inglés) en sangre que pueden señalar el riesgo de aterosclerosis y de ataques al corazón; altos niveles de PCR son un indicio de inflamación en el organismo, al ser la respuesta general a lesiones o infecciones. Las lesiones en la parte interna de las paredes de las arterias desencadenarían la inflamación y promoverían el crecimiento de la placa.
Las personas con bajos niveles de PCR pueden tener aterosclerosis de evolución más lenta que cuando se tienen niveles elevados de PCR; hay investigaciones en curso para establecer si la reducción de la inflamación y la disminución de los niveles de PCR también puede reducir el riesgo de la aterosclerosis. Las hormonas sexuales, los estrógenos son protectores de la aterosclerosis; las mujeres son más afectadas después de la menopausia.

## Etiología
El pilar sobre el que se fundamenta el origen de la lesión arteriosclerótica es la disfunción endotelial. Se estima que ciertos trastornos del tejido conjuntivo puedan ser factores de iniciación que, sumados a factores de riesgo como la hipertensión, promuevan la más frecuente aparición de arteriosclerosis en algunos grupos de individuos.

## Tipos de arteriosclerosis
- Aterosclerosis, es la forma más frecuente de arteriosclerosis,[1] caracterizada por un engrosamiento de la túnica íntima con placas que contienen macrófagos llenos de lípidos, grasas, principalmente el colesterol.
- Arteriosclerosis obliterante, una forma de arteriosclerosis específica de las arterias de las extremidades inferiores, frecuente en personas mayores de 55 años,[13] caracterizada por fibrosis de las capas de las arterias con obliteración y estrechamiento considerable de la luz del vaso.[2]
- Esclerosis de Monckeberg, poco frecuente, calcificación en la capa media de las arterias musculares, se ve más en personas ancianas, y afecta generalmente a las arterias de la glándula tiroides y del útero; rara vez se presenta con estrechamiento de la luz arterial.[14]
- Arteriosclerosis hialina o nefrosclerosis, se refiere al engrosamiento de las paredes de las arterias por depósito de material hialino (la palabra hialino se deriva del griego hyalós, que significa vidrio), visto generalmente en pacientes con patologías renales y diabéticos.[15]
- Esclerosis de la vejez, en la que se observa naturalmente una remodelación de las grandes arterias a medida que aumenta la edad, caracterizada por rigidez arterial y que se asocia con hipertensión sistólica.[16] Hace años, se pensaba que las demencias eran de origen arteriosclerótico, vascular. Hoy ya se diferencian varios tipos de demencia, y salvo la producida por vasculitis de pequeño vaso, que suele ser de inicio rápido, no se considera la afectación vascular, entre ellas la de la arteriosclerosis, el mayor causante de demencias.

## Tratamiento
No existe tratamiento médico alguno demostrado para la arteriosclerosis en su conjunto, pese a ser el fármaco probablemente más buscado por la industria farmacéutica. El tratamiento farmacológico (antihiperlipidémicos, antiagregantes o anticoagulantes) sirve para disminuir sus causas o sus consecuencias.
El tratamiento quirúrgico puede ser resolutivo en la cardiopatía isquémica y también en otras localizaciones.
El tratamiento profiláctico consiste en evitar los factores predisponentes de la enfermedad y a las complicaciones de ésta: obesidad, hipertensión, sedentarismo, hiperglucemia, hipercolesterolemia, tabaquismo, etc. Para ello lo ideal es practicar ejercicio suave, una dieta equilibrada como la mediterránea, baja en grasas, técnicas de relajación para evitar el estrés, dejar de fumar, etc.
Investigadores en China encontraron que el hongo reishi mejora el flujo sanguíneo y baja el consumo de oxígeno del músculo cardíaco.[cita requerida] Resultados similares fueron también encontrados por científicos japoneses, quienes evidenciaron que el reishi contiene ácido ganodérico, el cual reduce la presión sanguínea y el colesterol e inhibe la agregación plaquetaria,[cita requerida] la cual puede conducir a ataque cardíaco y otros problemas circulatorios.